# حبر هندي

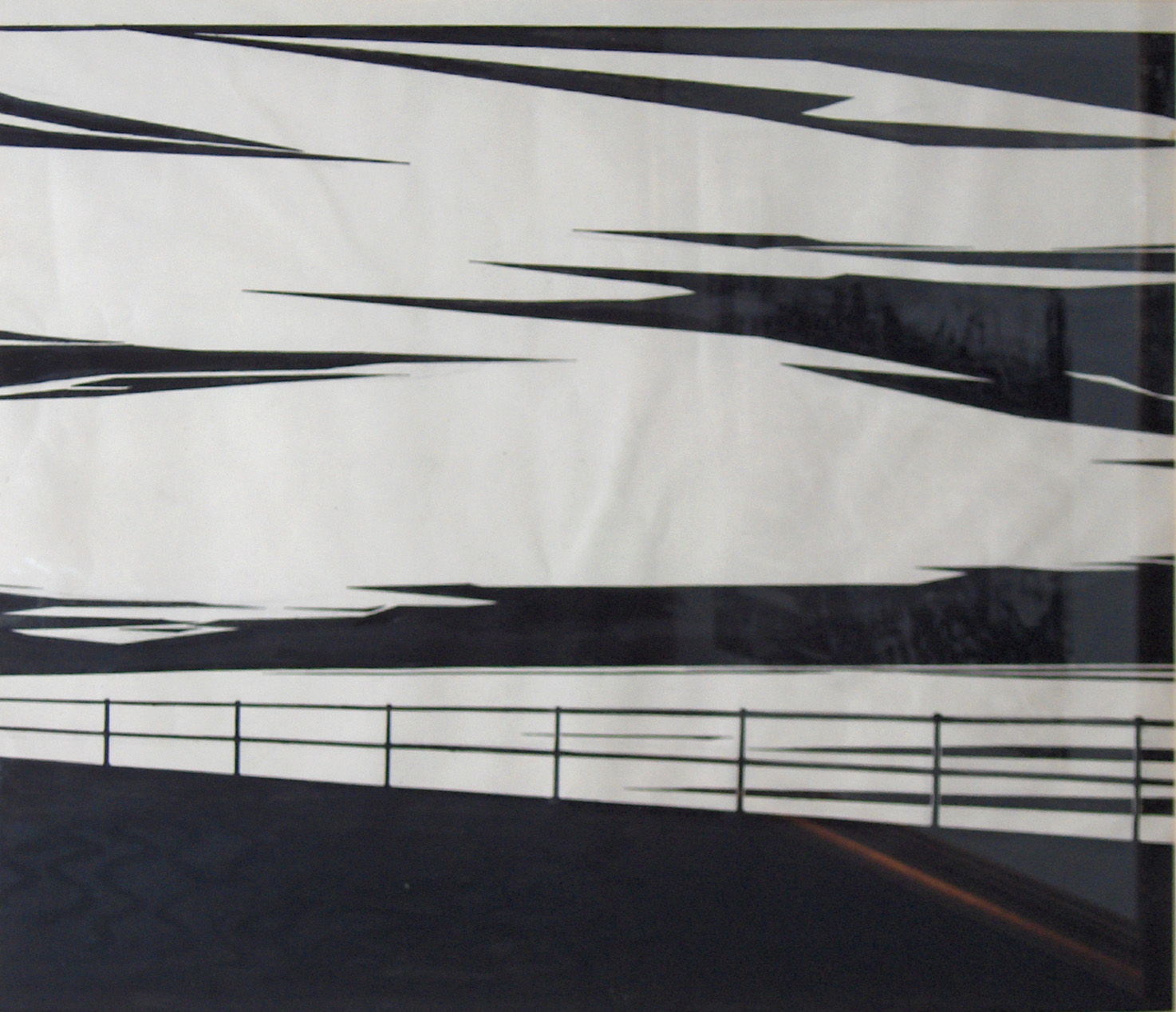
لوحة مرسومة بالحبر الهندي على طبق من الورق، وهي للرسام البلجيكي Gustaaf Sorel.

حِبْر الهند، أيضا حبر الصين، هو حبر أسود اللون كان يستخدم في السابق لأغراض الكتابة وفي مجال المطبوعات، لكنه في الوقت الحالي يستخدم من أجل الرسم، خاصة عند تحبير الكتب والقصص الهزلية المصوّرة.

## التركيب
يتركب الحبر الهندي من مسحوق ناعم من أسود الكربون بشكل ممزوج مع الماء ليشكل مادة سائلة تستخدم كحبر. يضاف إلى السائل في العادة مادة رابطة مثل الجيلاتين أو الشيلاك.

## التاريخ
كان الصينيون أول من استعمل الحبر الهندي وذلك في أواسط القرن الثالث قبل الميلاد خلال العصر الحجري الحديث، وكانت المواد تجلب من الهند، لذلك سمي باسم الحبر الهندي.